# Mission Control
Nel sistema operativo macOS di Apple, Mission Control è uno strumento (o tool) per organizzare le finestre (specialmente quando si hanno molte finestre aperte), consentendo all'utente di vedere, in modo molto rapido, tutte le finestre (o un insieme particolare di finestre) senza la necessità di scorrerle manualmente tutte quelle aperte sul desktop.
Costituisce una comoda rivoluzione nel modo di organizzare le finestre nel proprio monitor; era in precedenza denominato Exposé ed è apparso per la prima volta in Mac OS X versione 10.3 "Panther".

## Funzioni
Mission Control ha tre differenti metodi di organizzazione delle finestre, tutte associate al tasto F3:
1. Mostra tutte le finestre aperte in quel momento, riducendole a delle miniature. Poi l'utente potrà selezionare col cursore una specifica finestra per portarla in primo piano;
2. Mostra tutte le finestre aperte associate al programma che in quel momento è in esecuzione in primo piano;
3. Sposta a lato tutte le finestre, mostrando il desktop sgombro.

Il tasto usato per attivare Mission Control è modificabile a piacere, così come si possono definire degli angoli attivi nel monitor sul quale portare il cursore del mouse per attivare una funzione specifica. Se si dispone di un mouse o trackpad con più tasti si possono associare le funzionalità di Mission Control agli altri tasti.
Mission Control fa largo uso del sottosistema grafico Quartz Extreme per realizzare l'animazione che riscala le finestre e che successivamente le ringrandisce.
Poco dopo la sua introduzione sono nati dei programmi che duplicano questa funzionalità anche per i sistemi Microsoft Windows e GNU/Linux. I più noti sono AnthaBounce (originariamente chiamato WinPLOSION e ancor prima WinExposé), TaskSwitchXP e Expocity per il primo, mentre Window Manager Compiz se ne occupa per il secondo.